# Talun (Talun)
Talun is een bestuurslaag in het regentschap Pekalongan van de provincie Midden-Java, Indonesië. Talun telt 2980 inwoners (volkstelling 2010).